# Harry DeBaecke
Harry Leopold DeBaecke (Filadèlfia, Pennsilvània, 9 de juny de 1879 – Filadèlfia, 6 de novembre de 1961) va ser un remer estatunidenc que va competir cavall del segle xix i el segle xx.
El 1900 va prendre part en els Jocs Olímpics de París, on guanyà una medalla d'or en la prova de vuit amb timoner com a membre de l'equip Vesper Boat Club.
Guanyà diversos campionats nacionals durant la primera dècada del segle XX i entre 1922 i 1925 fou entrenador del seu club, el Vesper Boat Club.